# Trichomanes falsinervulosum
Trichomanes falsinervulosum là một loài dương xỉ trong họ Hymenophyllaceae. Loài này được Fosberg mô tả khoa học đầu tiên năm 1980.
Danh pháp khoa học của loài này chưa được làm sáng tỏ. 